# قرار مجلس الأمن التابع للأمم المتحدة رقم 2079
قرار مجلس الأمن التابع للأمم المتحدة رقم 2079، المتخذ بالإجماع في 12 ديسمبر 2012 لتمديد ولاية بعثة الأمم المتحدة في ليبيريا. وجدد الحظر المفروض على الأسلحة لفترة إضافية مدتها 12 شهرا فيما يتعلق بجميع الكيانات غير الحكومية وكذلك الأفراد العاملين في أراضي ليبريا.

## روابط خارجية
- نص القرار في undocs.org